# Konrad Plank
Konrad "Conny" Plank, född 3 maj 1940 i Hütschenhausen, Pfalz, död 18 december 1987 i Köln, Nordrhein-Westfalen, var en tysk musikproducent. Conny Plank verkade i Tyskland inom musikbranschen från 1950-talet till senare delen av 1980-talet. Plank var en av pionjärerna när det kom till att använda inspelningsutrustningen i musikstudion som ett instrument. Han var en av dem som formade krautrockens ljudbild.

## Biografi
Plank började yrkeskarriären som starkströmsingenjör men kom 1964 att börja arbeta som ljudtekniker på radiostationen Westdeutscher Rundfunk (WDR), där han arbetade fram till 1966. Han började arbeta i Rhenus Tonstudio och var praktikant hos musikregissören Wolfgang Hirschmann. Hirschmann lät honom bland annat vara ljudassistent vid konserter med Marlene Dietrich 1969 och som ljudansvarig vid en konsert vid Duke Ellington 1970. Han arbetade 1970 återigen på Westdeutscher Rundfunk (WDR) i Köln. WDR:s radiostudio i Köln spelade en stor roll under 1950- och 1960-talets framväxande av experimentell musik och ljudkonst. Där konstnärer, kompositörer och ljudtekniker som exempelvis Nam June Paik, Karlheinz Stockhausen och John Cage på olika sätt varit delaktiga. Han arbetade även som frilansande producent.

### Kraftwerk och krautrocken
Mot slutet av 1960-talet började Plank söka sig till popen och kom då i kontakt med band som Kraftwerk, Cluster och NEU!. 1970 grundade han musikförlaget Kraut. Plank byggde sin egen studio i Wolperath i Neunkirchen-Seelscheid nära Köln, och det var här som han tillsammans med de nämnda banden skapade krautrockens ljudbild. Senare kom han att samarbeta med Brian Eno som, influerad av Planks idéer, producerade David Bowies Berlintrilogi. Plank var också med och producerade Kraftverks fyra album och präglade ljudbilden. I Wolperath spelades bland annat Kraftwerks "Autobahn" in. Albumet "Autobahn" album anses vara en av de allra första elektroniska popskivorna, och det är ett av de viktigaste när det kommer till populariseringen av elektronisk musik, trots att albumet inte enbart består av elektroniskt skapade ljud utan även av gitarr, flöjt och fiol.
Plank kom att samarbeta med många New wave-grupper som till exempel Devo, Ultravox, D.A.F, Liaisons Dangereuses, Eurythmics och Nina Hagen samt rock- och popartister som Scorpions och Gianna Nannini.
Konrad Plank dog av cancer 1987.

## Diskografi i urval (som producent)
- Tone Float – Organisation (1970)
- Kraftwerk – Kraftwerk (1970)
- Neu! – Neu! (1972)
- Lonesome Crow – Scorpions (1972)
- Ralf und Florian – Kraftwerk (1973)
- Autobahn – Kraftwerk (1974)
- Systems of Romance – Ultravox (1978)
- Vienna – Ultravox (1980)
- Alles ist gut – D.A.F. (1981)
- In the Garden – Eurythmics (1981)
- Rage in Eden – Ultravox (1981)